# Danze popolari rumene
Le Danze popolari rumene (titolo originale Román népi táncok in ungherese, in italiano chiamate a volte semplicemente danze rumene, o dansuri românesti in rumeno) sono una suite di sei danze (nella versione pianistica, sette nella versione orchestrale) composte da Béla Bartók nel 1915 elaborando altrettante danze popolari rumene, originarie della Transilvania . Scritte originariamente per pianoforte solo (Sz. 56, BB 68), nel 1917 furono trascritte per piccola orchestra (Sz. 68, BB 76).

## Struttura
Oggi, le edizioni più diffuse riportano la tonalità di questi brani, tuttavia Bartok non la indicò nell'edizione originale del 1918. Le tonalità qui riportate sono tratte da A Guide to Bartok di G. Króo (1971) e sono desunte dalle alterazioni in chiave. In realtà, Bartok utilizza scale modali come nelle danze popolari originali.

## Movimenti

### Jocul cu bățu (ori Joc cu bățu) - La danza con il bastone
Si balla con un bastone. Da Voiniceni (Mezőszabad), provincia di Maros-Torda (oggi distretto di Mureș, Transilvania in Romania). Energico e festoso.
(Allegro Moderato, pulsazione ritmica 100, 57")
Armatura di chiave:  La minore
Modo musicale: La dorico ed eolio

### Brâul - La cintura
Da Egres (oggi Agriş, nel distretto di Mureș, Transilvania).
(Allegro, pulsazione ritmica 144, 25")
Armatura di chiave:  Re minore
Modo musicale: Re dorico

### Topogó / Pe Loc - Sul Posto
Da Egres (Agriş). La melodia è caratterizzata da un passo lento, per grado congiunto o per intervalli brevi. Ricorda il repertorio per cornamusa.
(Andante, pulsazione ritmica 108, 45")
Armatura di chiave: Fa# minore
Modo musicale: Si eolio, con influenze arabe (seconde aumentate)

### Buciumeana - La danza del corno di montagna ("bucium")
Danza col "Bucium", Torda-Aranyos (oggi distretto di Alba).
(Moderato, pulsazione ritmica 100, 35")
Armatura di chiave: sezione A Do maggiore, sezione B La minore
Modo musicale: La misolidio con influenze arabe

### Poarga Românească - Polka romena
Antica danza romena simile alla Polka. Da Belényes (oggi Beiuș, nel distretto di Bihor vicino al confine fra Romania e Ungheria). Un movimento veloce, festoso e pieno di vita.
(Allegro, pulsazione ritmica 146, 31")
Armatura di chiave: Re maggiore
Modo musicale: Re lidio

### Mărunţel - Minuzia - Danza veloce
Danza rapida, a passi veloci e movimenti brevi. Da Belényes (Beiuș).
(Allegro, pulsazione ritmica 146 / Più allegro, pulsazione ritmica 152, 36")
Armatura di chiave: Re maggiore che modula a Sol maggiore
Modo musicale: imperniato sul Re: prima parte in modo lidio; seconda parte in modo dorico
Nella versione orchestrale, il Più allegro è la settima danza, ispirata ad una danza analoga a questa proveniente dal comitato di Torda-Aranyos, oggi Turda.